# Winkelgalerijen in Brussel

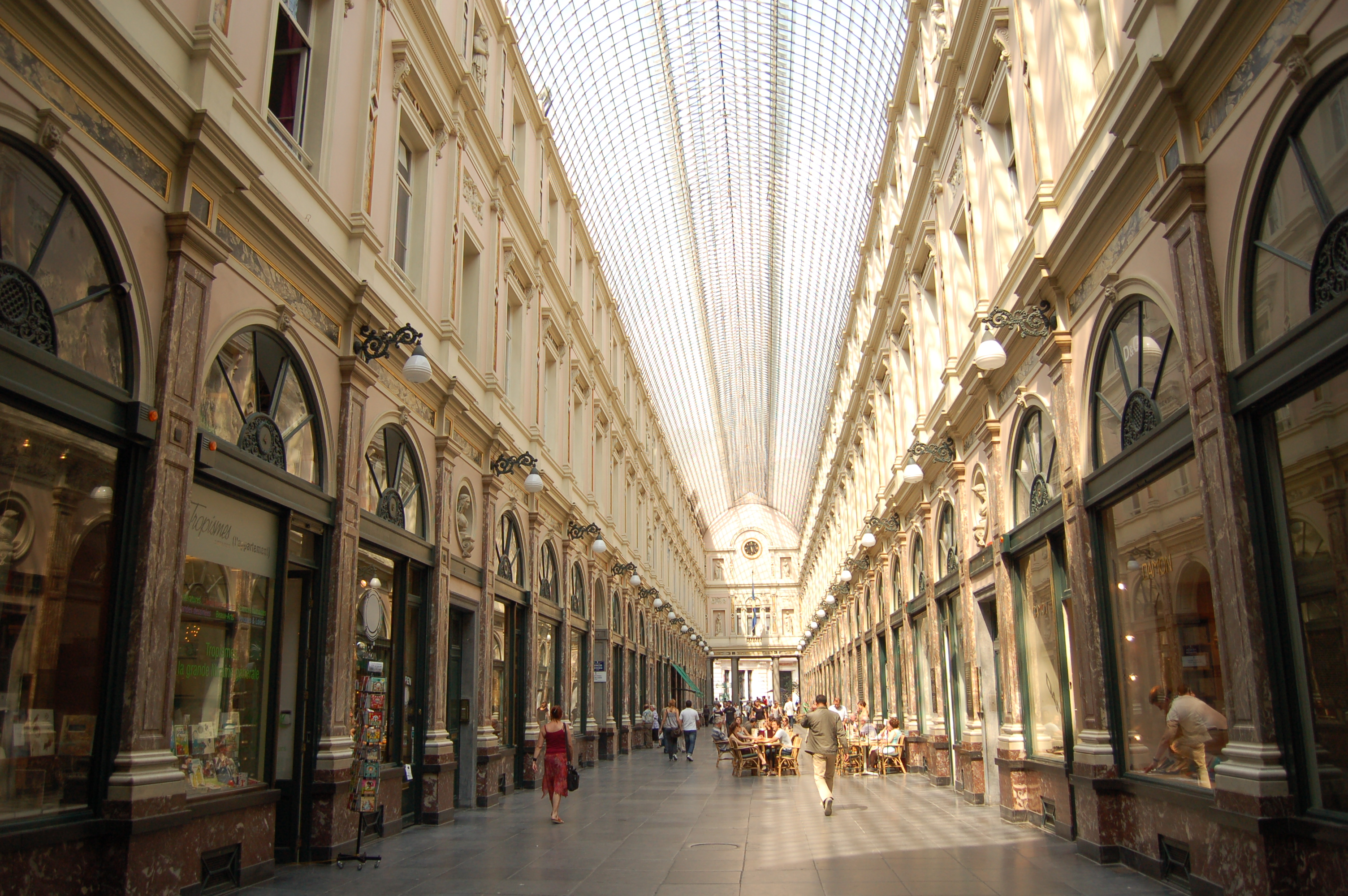
Galerij van de Koninklijke Sint-Hubertusgalerijen

De winkelgalerijen in Brussel zijn een serie van overdekte voetgangerspassages in het centrum van de Belgische stad Brussel. De galerijen zijn voetgangersstraten waaraan diverse winkels gelegen zijn en zijn voorzien van een glazen dak.

## Geschiedenis
De meeste van de Brusselse galerijen werden gebouwd in de eerste helft van de 19e eeuw. Brussel heeft ongeveer 50 passages gehad rond 1850, waarvan een beperkt aantal nog bestaat.

## Galerijen in de 21e eeuw
Galerijen die in de 21e eeuw nog bestaan zijn de:
- Anspachgalerij
- Arbeidsdoorgang
- Bortiergalerij
- Centrumgalerij
- Hortagalerij
- Koninklijke Sint-Hubertusgalerijen
  - Koningsgalerij
  - Koninginnegalerij
  - Prinsengalerij

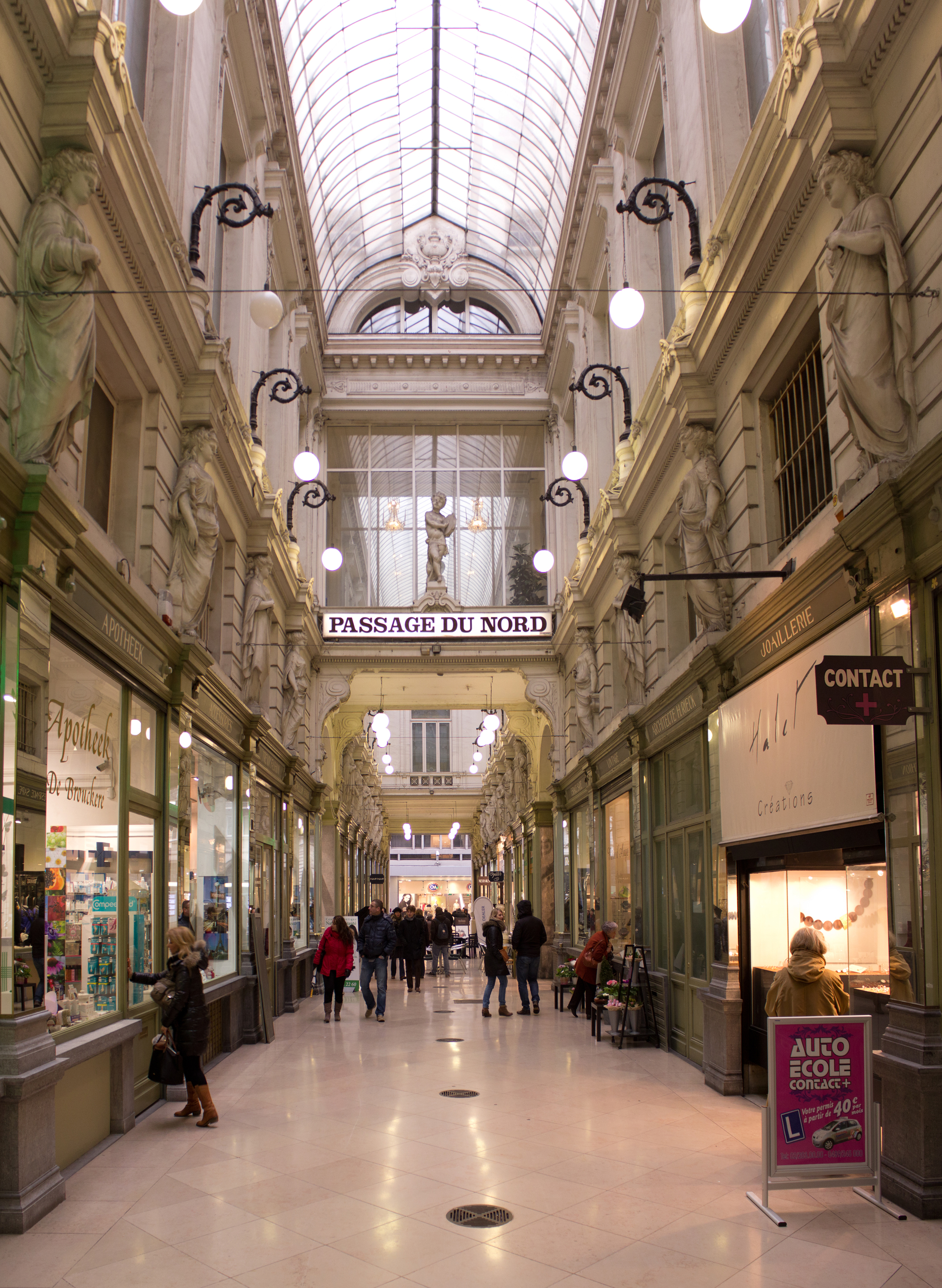
Noorddoorgang
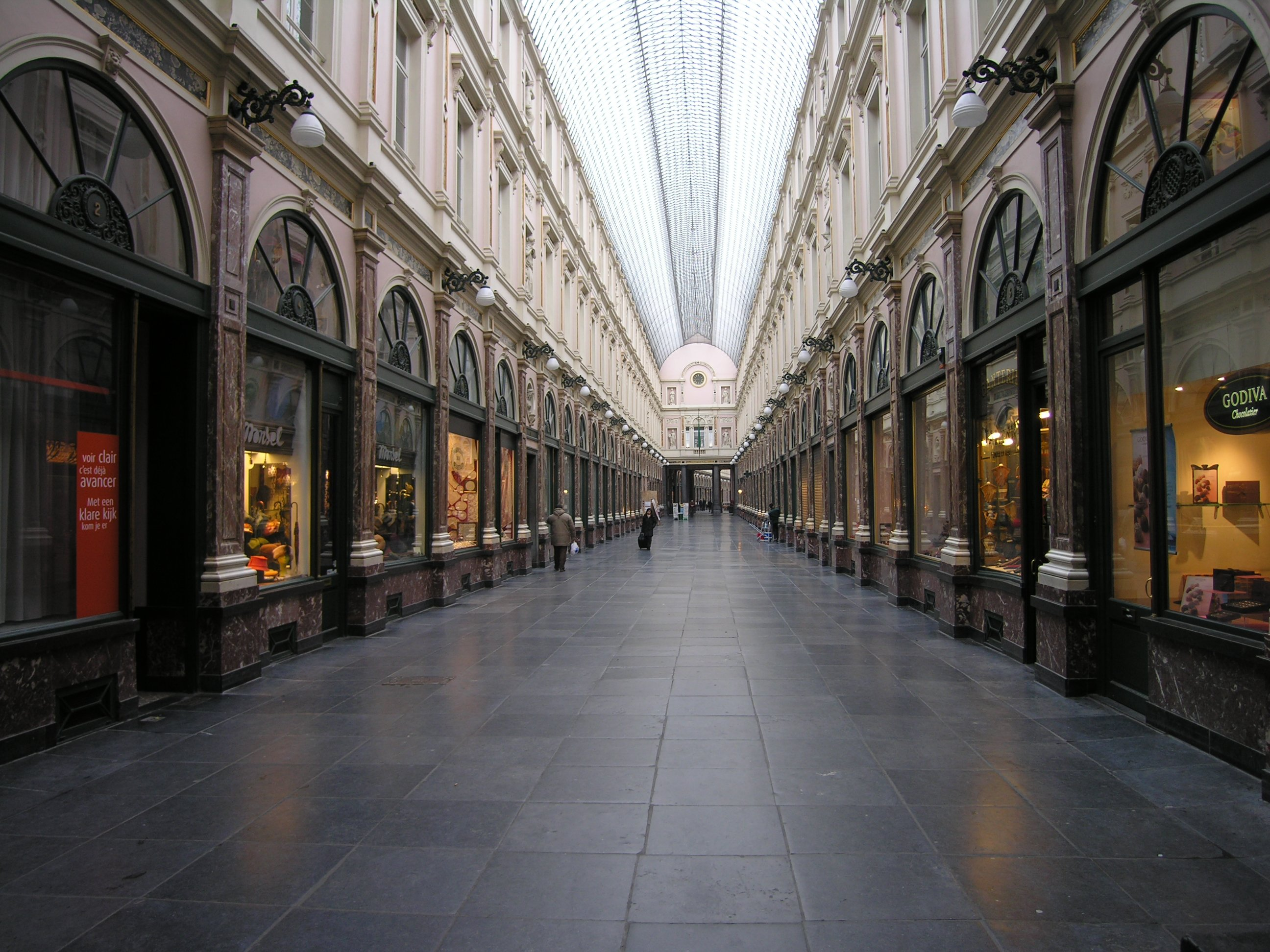
Koninginnegalerij (Koninklijke Sint-Hubertusgalerijen)
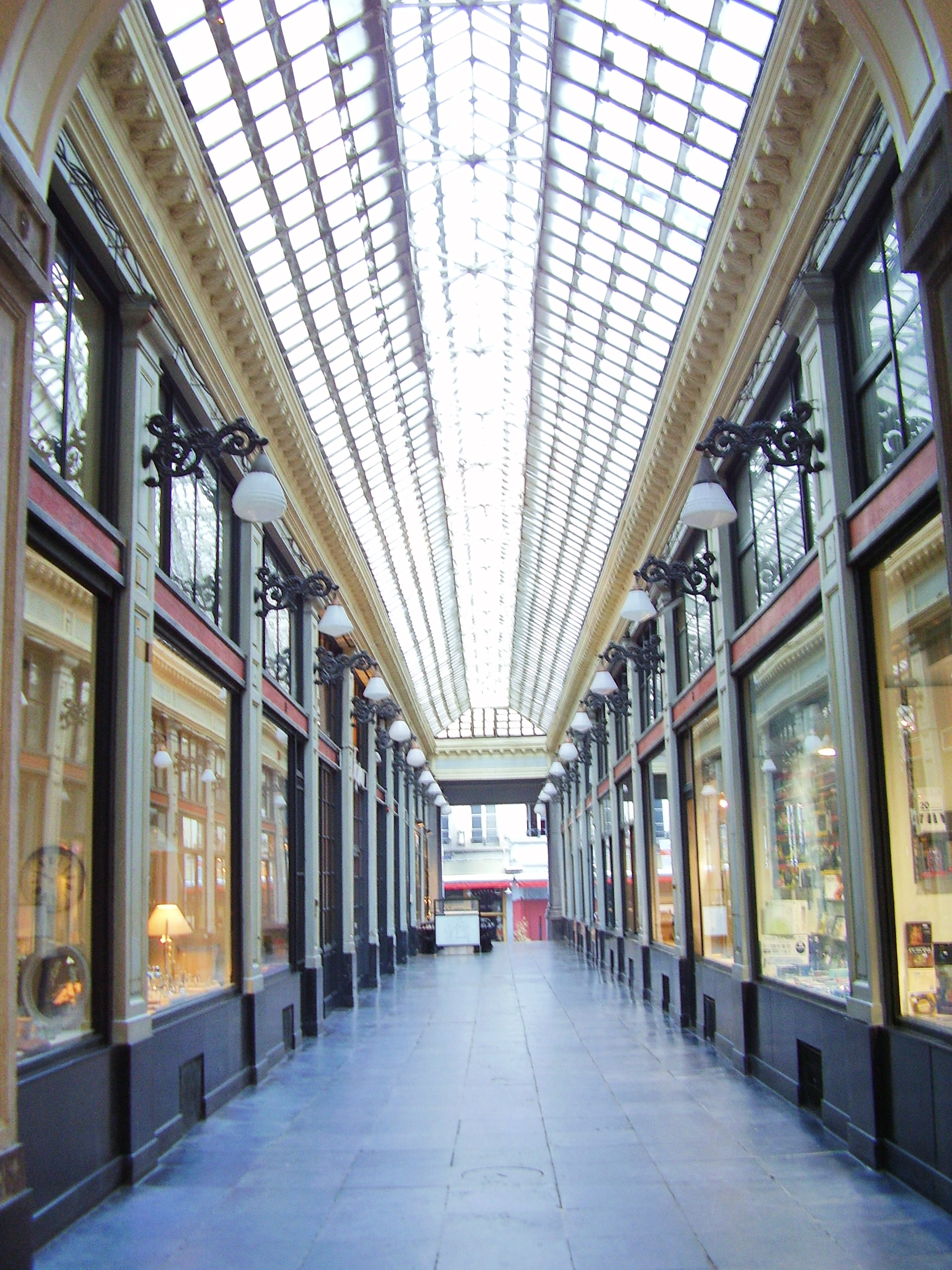
Prinsengalerij (Koninklijke Sint-Hubertusgalerijen)
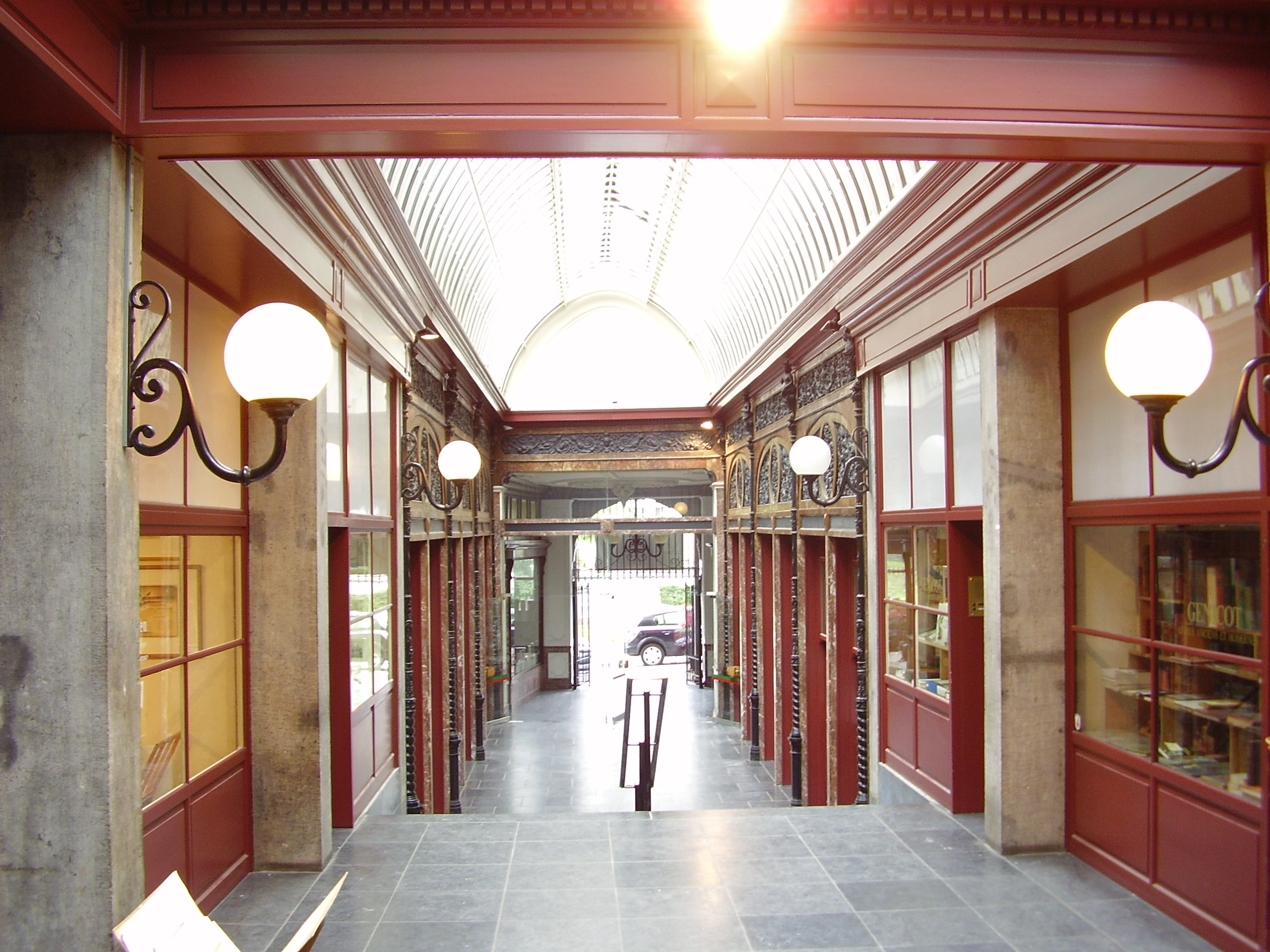
Bortiergalerij
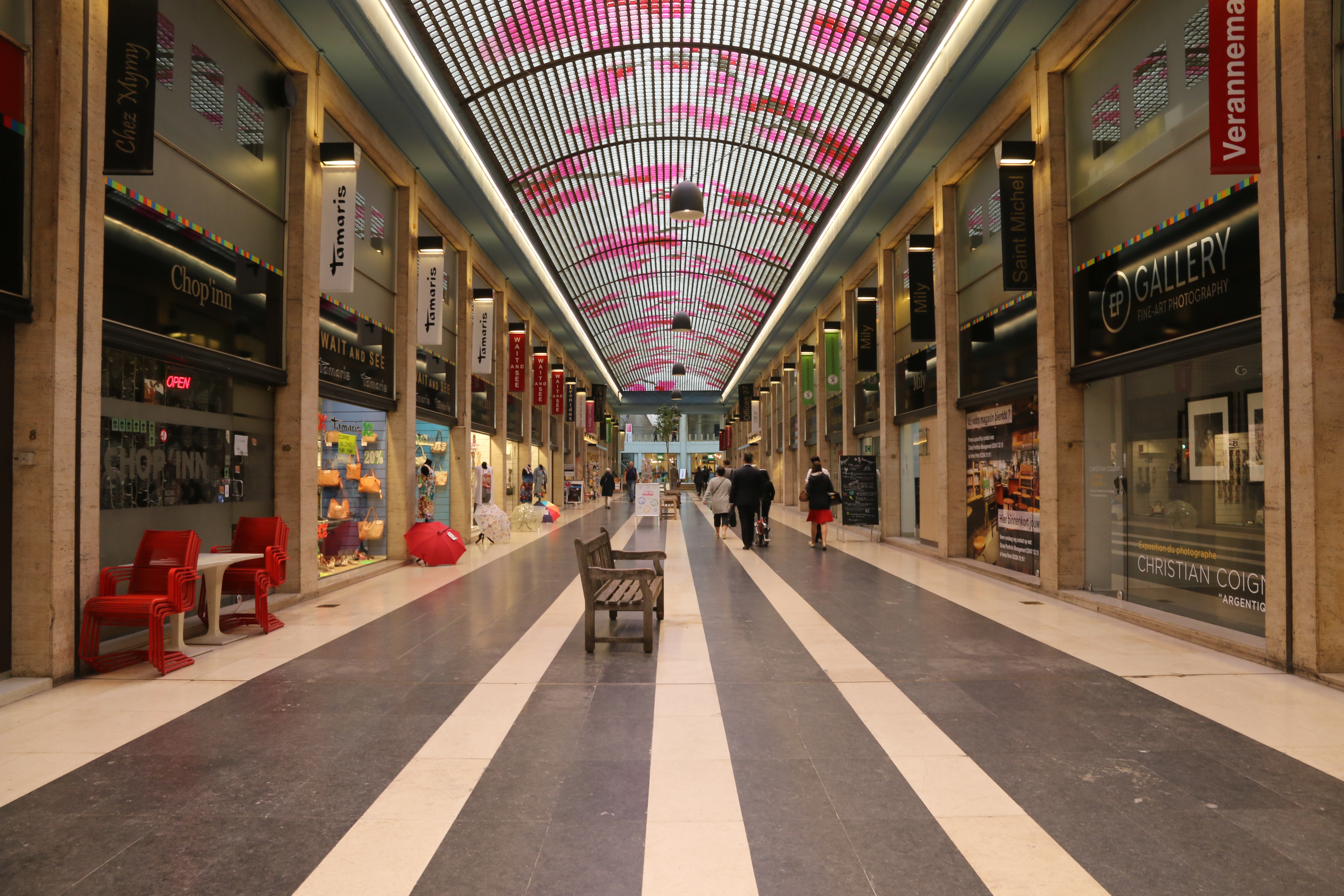
Ravensteingalerij
- Sint-Honorédoorgang (afgesloten)
- Matongegalerij (voorheen Galerij van Elsene)
- Galerij van de Naamsepoort
- Agoragalerij
- Louiza Espace
- Louizapoortgalerij
- Louizagalerij
- Gulden Vliesgalerij
- Parlementsgalerij
- Jubelgalerij

- Noorddoorgang
- Koninginnegalerij (Koninklijke Sint-Hubertusgalerijen)
- Prinsengalerij (Koninklijke Sint-Hubertusgalerijen)
- Bortiergalerij
- Ravensteingalerij